# Greatest Hits (album de Run–DMC)
Pour les articles homonymes, voir Greatest Hits.
Albums de Run–DMC
Crown Royal
(2001) Ultimate Run–DMC
(2003)
Greatest Hits est une compilation de Run–DMC, sortie le 10 septembre 2002.
L'album s'est classé 33e au Top R&B/Hip-Hop Albums et 117e au Billboard 200.

## Liste des titres
| No  | Titre                                                  | Album original           | Durée |
| --- | ------------------------------------------------------ | ------------------------ | ----- |
| 1.  | King of Rock                                           | King of Rock             | 5:13  |
| 2.  | It's Tricky                                            | Raising Hell             | 3:03  |
| 3.  | Beats to the Rhyme                                     | Tougher Than Leather     | 2:41  |
| 4.  | Can You Rock It Like This                              | King of Rock             | 4:29  |
| 5.  | Walk This Way (featuring Aerosmith)                    | Raising Hell             | 5:10  |
| 6.  | Run's House                                            | Tougher Than Leather     | 3:44  |
| 7.  | Rock Box                                               | Run–DMC                  | 5:30  |
| 8.  | Peter Piper                                            | Raising Hell             | 3:23  |
| 9.  | Mary, Mary                                             | Tougher Than Leather     | 3:14  |
| 10. | Hard Times                                             | Run–DMC                  | 3:52  |
| 11. | You Be Illin'                                          | Raising Hell             | 3:26  |
| 12. | It's Like That                                         | Run–DMC                  | 4:49  |
| 13. | My Adidas                                              | Raising Hell             | 2:48  |
| 14. | Sucker M.C.'s (Krush-Groove 1)                         | Run–DMC                  | 3:08  |
| 15. | You Talk Too Much                                      | King of Rock             | 6:01  |
| 16. | Jam-Master Jay                                         | Run–DMC                  | 3:10  |
| 17. | Down with the King (featuring Pete Rock & C.L. Smooth) | Down with the King       | 5:02  |
| 18. | Christmas in Hollis                                    | A Very Special Christmas | 2:58  |